# Lepophidium pheromystax
Lepophidium pheromystax är en fiskart som beskrevs av Robins, 1960. Lepophidium pheromystax ingår i släktet Lepophidium och familjen Ophidiidae. Inga underarter finns listade i Catalogue of Life.